# Marlon Makwa
Marlon Makwa (27 juli 2002) is een Belgisch basketballer.

## Carrière
Makwa speelde in de jeugd van BE Courcelloise, BC Maurage, Belfius Mons-Hainaut en in 2018 ging hij spelen voor de tweede ploeg van Spirou Charleroi in de tweede klasse. In 2020 maakte hij zijn debuut voor de eerste ploeg, in zijn eerste seizoen speelde hij elf wedstrijden. In zijn tweede seizoen speelde hij dertien wedstrijden voor de eerste ploeg. Aan het einde van het seizoen 2023/24 verliet hij Charleroi.
Eind december 2024 tekende hij bij Basketbal Academie Limburg.

### Nationale ploeg
In november 2022 werd hij voor de eerste keer geselecteerd voor de nationale ploeg.